# Alta mar

Las zonas marítimas de acuerdo a la Convención del Mar.

Las áreas en azul oscuro son consideradas como alta mar.

La alta mar o aguas internacionales constituye todas las partes del mar no incluidas en la zona económica exclusiva, aguas interiores de un Estado, ni en las aguas archipelágicas de un Estado archipelágico.

## Naturaleza jurídica
En su art. 87 la CONVEMAR proclama el principio de que: “La alta mar está abierta a todos los Estados, sean ribereños o sin litoral. La libertad de la alta mar se ejercerá en las condiciones fijadas por esta Convención y por las otras normas de derecho internacional. Comprenderá, entre otras, para los Estados ribereños y los Estados sin litoral:
- La libertad de navegación;
- La libertad de sobrevuelo;
- La libertad de tender cables y tuberías submarinos;
- La libertad de construir islas artificiales y otras instalaciones permitidas por el derecho internacional;
- La libertad de pesca;
- La libertad de investigación científica...”.

Por otra parte se establece que la alta mar será utilizada exclusivamente con fines pacíficos (art. 88) y que ningún Estado podrá pretender legítimamente someter cualquier parte de la alta mar a su soberanía.
Por estas y otras razones, se puede concluir que la naturaleza jurídica del alta mar es la de "patrimonio común de la humanidad".
Al amparo de lo antes mencionado se han dado casos muy particulares de evasión de leyes de los gobiernos establecidos, ya que estos no poseen jurisdicción alguna en esta zona, por ejemplo el barco-clínica de abortos Aurora, o los casinos flotantes.

## Navegación y control
Todos los Estados, sean ribereños o sin litoral, tienen el derecho de que los buques que enarbolan su pabellón naveguen en alta mar (art. 90). 
Los buques poseerán la nacionalidad del Estado cuyo pabellón estén autorizados a enarbolar (art. 91). 
La posesión de una nacionalidad es una garantía para los demás Estados de que los delitos o infracciones cometidas en alta mar por los tripulantes o pasajeros de un buque serán reprimidos. La importancia que tiene la nacionalidad del navío explica que se tomen medidas especiales para prevenir y sancionar a los buques carentes de nacionalidad, que usan más de una bandera, o la cambian durante un viaje. “El buque que navegue bajo los pabellones de dos o más Estados, utilizándolos a su conveniencia, no podrá ampararse en ninguna de esas nacionalidades frente a un tercer Estado y podrá ser considerado buque sin nacionalidad” (art. 92).
No obstante, es delito el cambio de bandera o nacionalidad y ocurrirá lo mismo frente a un buque sin nacionalidad (art. 92).

## Deber de cooperación
Todo Estado tomará medidas eficaces para impedir y castigar el transporte de esclavos en buques autorizados.

## Pesca
El artículo 63 dispone: “Cuando tanto en la zona económica exclusiva como en un área más allá de ésta y adyacente a ella se encuentren la misma población o poblaciones de especies asociadas, el Estado ribereño y los Estados que pesquen esas poblaciones en el área adyacente procurarán, directamente o por conducto de las organizaciones subregionales o regionales apropiadas, acordar las medidas necesarias para la conservación de esas poblaciones en el área adyacente”. 
El mismo deber de conservación y cooperación se impone a terceras banderas respecto de las especies altamente migratorias y los mamíferos marinos. 
Todos los Estados tienen derecho a que sus nacionales se dediquen a la pesca en la alta mar con sujeción a:
- Sus obligaciones convencionales;
- Los derechos y deberes así como los intereses de los Estados ribereños que se estipulan, entre otras disposiciones, en el párrafo 2 del artículo 63 y en los artículos 64 y 67... (art. 116).

Todos los Estados tienen el deber de adoptar las medidas que, en relación con sus respectivos nacionales, puedan ser necesarias para la conservación de los recursos vivos de la alta mar, o de cooperar con otros Estados en su adopción (art. 117).
Los Estados cuyos nacionales exploten idénticos recursos vivos, o diferentes recursos vivos situados en la misma zona, celebrarán negociaciones con miras a tomar las medidas necesarias para la conservación de tales recursos vivos (art. 118).
El art. 119 establece los criterios a seguir para establecer medidas de conservación “con miras a mantener las poblaciones de las especies capturadas”.

## Conservación de la biodiversidad
El Acuerdo sobre la Conservación y Uso Sostenible de la Biodiversidad Marina más allá de las Jurisdicciones Nacionales (oficialmente, «Acuerdo en el marco de la Convención de las Naciones Unidas sobre el Derecho del Mar relativo a la conservación y el uso sostenible de la diversidad biológica marina de las zonas situadas fuera de la jurisdicción nacional»), es un instrumento jurídicamente vinculante para la conservación y el uso sostenible de la diversidad biológica marina en áreas fuera de las jurisdicciones nacionales, en virtud de la Convención de las Naciones Unidas sobre el Derecho del Mar (CONVEMAR). También se le conoce como Tratado de Alta Mar y Tratado BBNJ por las siglas en inglés de Biodiversity Beyond National Jurisdiction.
El texto fue finalizado durante una conferencia intergubernamental en la ONU el 4 de marzo de 2023 y adoptado el 19 de junio de 2023. Tanto Estados como organizaciones regionales de integración económica pueden convertirse en partes del tratado.
El tratado aborda cuatro temas: (1) Recursos genéticos marinos (RGM), incluida la distribución justa y equitativa de los beneficios; (2) herramientas de gestión basadas en áreas (ABMT), incluidas las áreas marinas protegidas (AMP); (3) evaluaciones de impacto ambiental (EIA); y (iv) Creación de capacidades y transferencia de tecnología marina (CB&TMT). Las herramientas de gestión basadas en áreas y las evaluaciones de impacto ambiental se relacionan principalmente con la conservación y el uso sostenible de la biodiversidad marina, mientras que los recursos genéticos marinos y la creación de capacidad y la transferencia de tecnología marina incluyen cuestiones de justicia y equidad económicas.
El principal logro es la nueva posibilidad de crear áreas marinas protegidas en aguas internacionales. De este modo, el acuerdo permitirá proteger el 30% de los océanos de aquí a 2030. Aunque el acuerdo no aborda directamente el cambio climático, también sirve como un paso hacia la protección de los ecosistemas que almacenan carbono en los sedimentos.
El tratado consta de 76 artículos y su objetivo principal es "asegurar la conservación y el uso sostenible de la diversidad biológica marina de las zonas situadas fuera de la jurisdicción nacional, en el presente y a largo plazo, mediante la implementación efectiva de las disposiciones pertinentes de la Convención y una mayor cooperación y coordinación internacionales". El tratado reconoce el conocimiento tradicional y se guía por principios como "quien contamina paga", el patrimonio común de la humanidad, la libertad de investigación científica marina, junto con otras libertades de la alta mar, el principio de equidad y la distribución justa y equitativa de los beneficios. El acuerdo fue adoptado por los 193 Estados miembros de las Naciones Unidas.